# Коссе-Бриссаки
Коссе-Брисса́ки (фр. Cossé-Brissac) — старинный французский аристократический род, главы которого в 1560—1611 годах носили титул граф де Бриссак, а с 1611 года — герцог де Бриссак. Всего насчитывалось (последовательно) 3 графа де Бриссака и 14 герцогов, включая ныне здравствующего. Кроме того, в семье имелись и другие представители мужского пола (младшие сыновья и члены младших линий), некоторые из которых носили титулы маркизов (и графов, после того, как глава семьи получил более высокий титул герцога). По меньшей мере четверо Коссе-Бриссаков были маршалами Франции и трое — губернаторами Парижа.
Первоначально род носил фамилию Коссе и принял фамилию Бриссак по одному из своих поместий в исторической французской провинции Анжу́ — замку Бриссак в одноименной коммуне (Бриссак-Луар-Обанс), который находится в собственности семьи и в настоящее время.

## Некоторые известные члены рода
- Шарль де Коссе (1505—1563), 1-й граф де Бриссак (с 1560) — маршал Франции (1550), губернатор Пикардии (1559),  Парижа (1562) и Нормандии (1563).
- Артюр де Коссе, граф де Секондиньи и де Бриссак (1512—1582) — маршал Франции (1567), младший брат предыдущего.
- Тимолеон де Коссе, 2-й граф де Бриссак (1543—1569) — сын Шарля де Коссе. Воспитывался вместе с королём Карлом IX, сражался в королевских войсках против гугенотов. В 1565 году отправился на остров Мальту — сражаться против турок. Пал при осаде Мюсидана, в Перигоре.
- Шарль II де Коссе (1550—1621), 1-й герцог де Бриссак (с 1611), 3-й граф де Бриссак — брат предыдущего. Во время религиозных войн держал сторону герцога де Гиза и особенно выдвинулся при происходивших в Париже беспорядках. Был назначен губернатором Парижа, но сдал город Генриху IV, который произвел его за это в маршалы Франции, а позже сделал герцогом.
- Франсуа де Коссе-Бриссак, 2-й герцог де Бриссак (ок. 1580—1651) — сын Шарля II де Коссе, кавалер ордена Святого Духа, Великий хлебодар Франции.
- Тимолеон де Коссе, граф де Коссе (1626—1675) — второй сын Франсуа де Коссе, кавалер ордена Святого Духа и Великий хлебодар Франции (аналогично отцу).
- Жан Поль Тимолеон де Коссе-Бриссак, 7-й герцог де Бриссак (1698—1780) — маршал Франции (1768), участник Семилетней войны.
- Луи Эркюль Тимолеон де Коссе-Бриссак, 8-й герцог де Бриссак (1734—1792) — военный губернатор Парижа, командир королевской Конституционной гвардии Людовика XVI («гвардии Бриссака»), убитый в Версале революционерами.
- герцогиня Аделаида Диана де Коссе-Бриссак (урождённая Мазарини-Манчини; 1742—1808) — супруга Луи Эркюля Тимолеона, придворная дама королевы Марии-Антуанетты.
- Иасент Юг Тимолеон де Коссе-Бриссак (1746—1813) — генерал-лейтенант армии Людовика XVI, камергер Летиции Рамолино (матери Наполеона) и сенатор. По некоторым данным, с 1784 года носил утверждённый специально для него титул герцога де Коссе, однако его сын, королевским решением от 1814 года, унаследовал титул 9-го герцога Бриссака от Луи Эркюля Тимолеона, 8-го герцога, скончавшегося бездетным.
- Огюстен Мари Поль Петрониль Тимолеон де Коссе-Бриссак, 9-й герцог де Бриссак (1775—1848) — сын предыдущего, пэр Франции.
- Симон Шарль Тимолеон Пьер де Коссе-Бриссак, 12-й герцог де Бриссак (1900—1993) — французский писатель, мемуарист и предприниматель.